# Jagdgeschwader 113
Jagdgeschwader 113 (dobesedno slovensko: Lovski polk 113 ; kratica JG 113) je bil lovski letalski polk (Geschwader) v sestavi nemške Luftwaffe med drugo svetovno vojno; to je bila šolska enota za učenje novih pilotov.

## Organizacija
- štab
- 1. eskadrilja
- 2. eskadrilja
- 3. eskadrilja[1]